# Skamrigletscher
Der Skamrigletscher (auch Insgaiti) befindet sich im östlichen Karakorum im von China annektierten Shaksgam-Tal.
Der Skamrigletscher hat eine Länge von 40 km. Er strömt in östlicher Richtung und trennt dabei den südlich gelegenen Panmah Muztagh von den Wesm-Bergen im Norden. Größere Tributärgletscher sind Crowngletscher, Südlicher und Nördlicher Skamrigletscher. Die bedeutendsten Berge im Gletscher-Einzugsgebiet bilden
Huang Guan Shan (The Crown) (7295 m) und Skamri Sar (6763 m). Der Skamrigletscher speist einen Zufluss des Shaksgam. Der Forschungsreisende Francis Younghusband taufte den Gletscher Crevasse Glacier (crevasse englisch für Gletscherspalte).